# Searsioides
Searsioides är ett släkte av fiskar. Searsioides ingår i familjen Platytroctidae.
Kladogram enligt Catalogue of Life:
| Searsioides | \| \| Searsioides calvala \| \| \| \| \| \| Searsioides multispinus \| \| \| \| |
|             | \| \| Searsioides calvala \| \| \| \| \| \| Searsioides multispinus \| \| \| \| |
|             | Barbantus                                                                       |
|             |                                                                                 |
|             | Holtbyrnia                                                                      |
|             |                                                                                 |
|             | Matsuichthys                                                                    |
|             |                                                                                 |
|             | Maulisia                                                                        |
|             |                                                                                 |
|             | Mentodus                                                                        |
|             |                                                                                 |
|             | Mirorictus                                                                      |
|             |                                                                                 |
|             | Normichthys                                                                     |
|             |                                                                                 |
|             | Pectinantus                                                                     |
|             |                                                                                 |
|             | Persparsia                                                                      |
|             |                                                                                 |
|             | Platytroctes                                                                    |
|             |                                                                                 |
|             | Sagamichthys                                                                    |
|             |                                                                                 |
|             | Searsia                                                                         |
|             |                                                                                 |
|             | Searsioides calvala                                                             |
|             |                                                                                 |
|             | Searsioides multispinus                                                         |
|             |                                                                                 |

|  | Searsioides calvala     |
|  |                         |
|  | Searsioides multispinus |
|  |                         |